# W. Franke Harling
W. Franke Harling (Londres, 18 de janeiro de 1887 — 22 de novembro de 1958) é um compositor britânico. Venceu o Oscar de melhor trilha sonora na edição de 1940 por Stagecoach, ao lado de Richard Hageman, John Leipold e Leo Shuken.